# Federico Coullaut-Valera

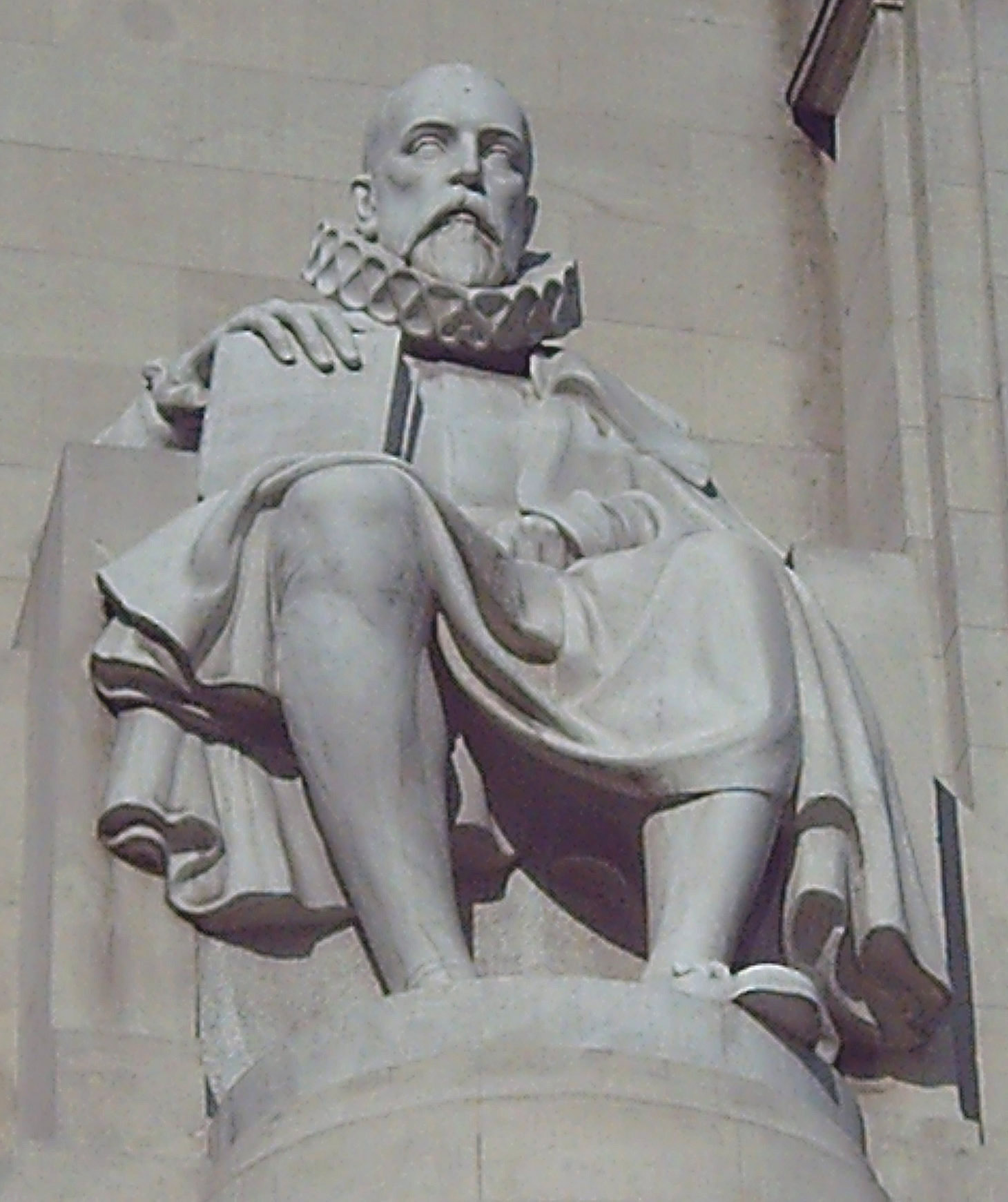
Estàtua de Cervantes en el monument dedicat a aquest escriptor a Madrid.

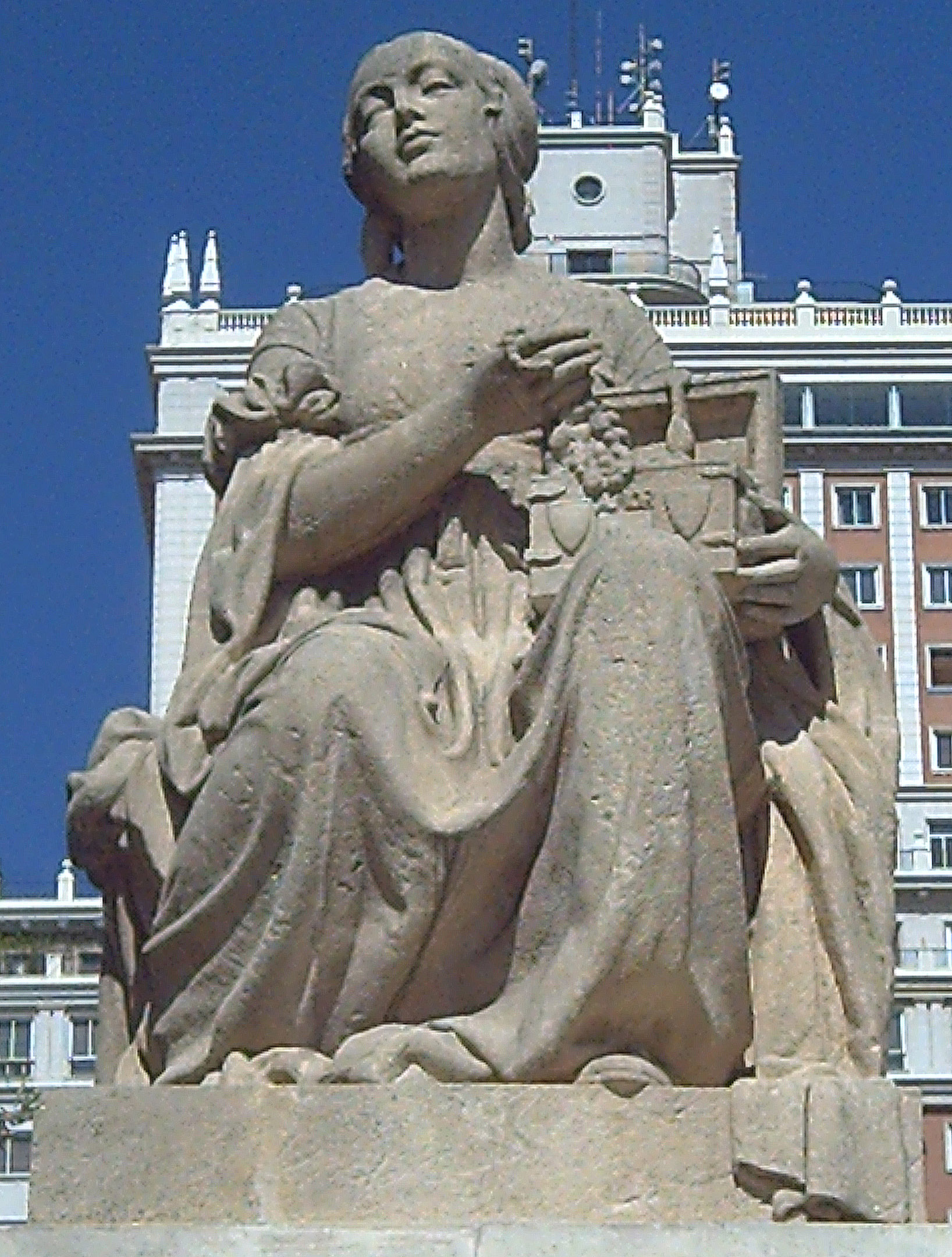
Dulcinea del Toboso en el monument a Cervantes a Madrid, creada per Coullaut-Valera.

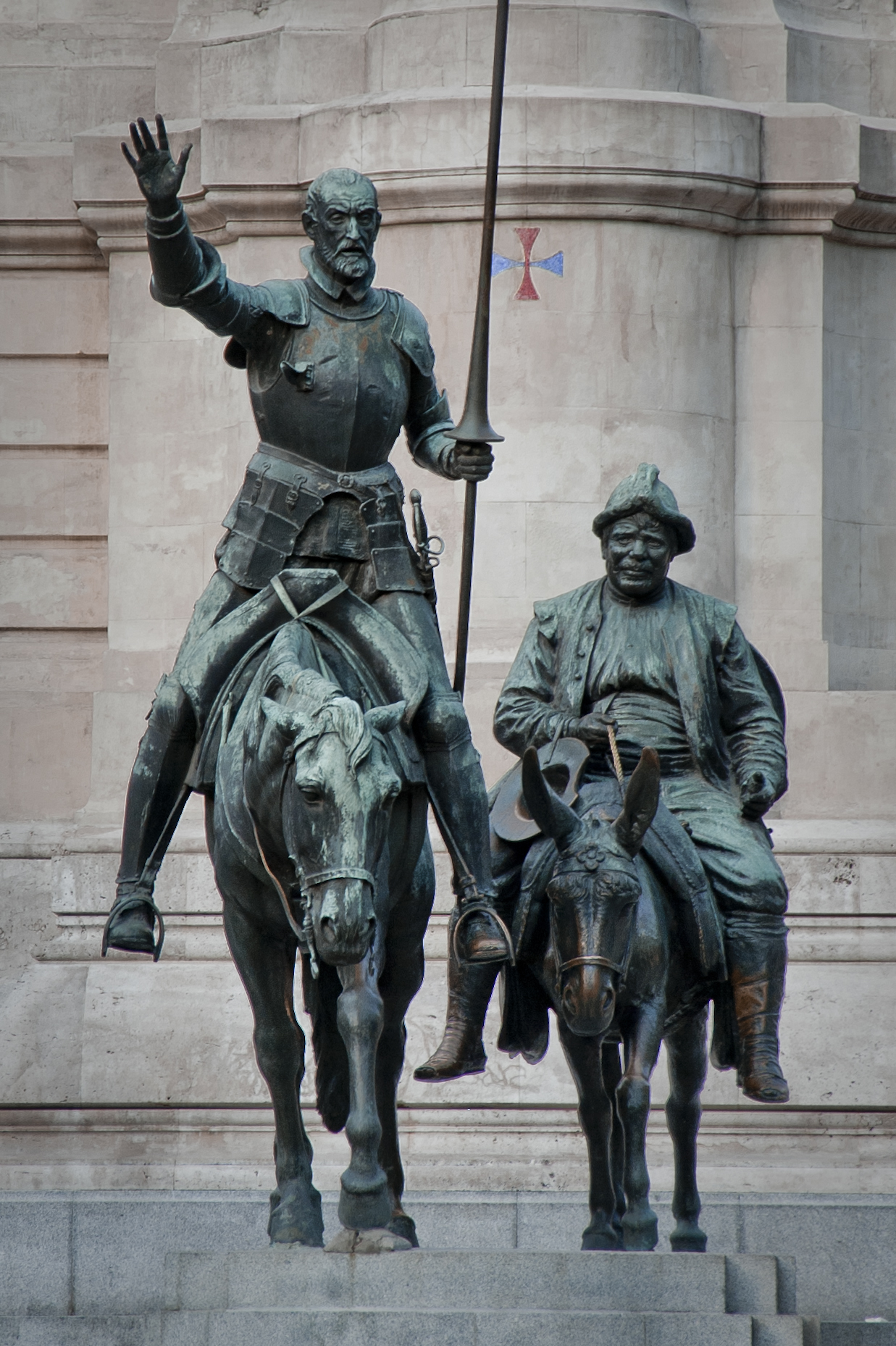
Don Quijote i Sancho Panza en el monument a Cervantes a Madrid.

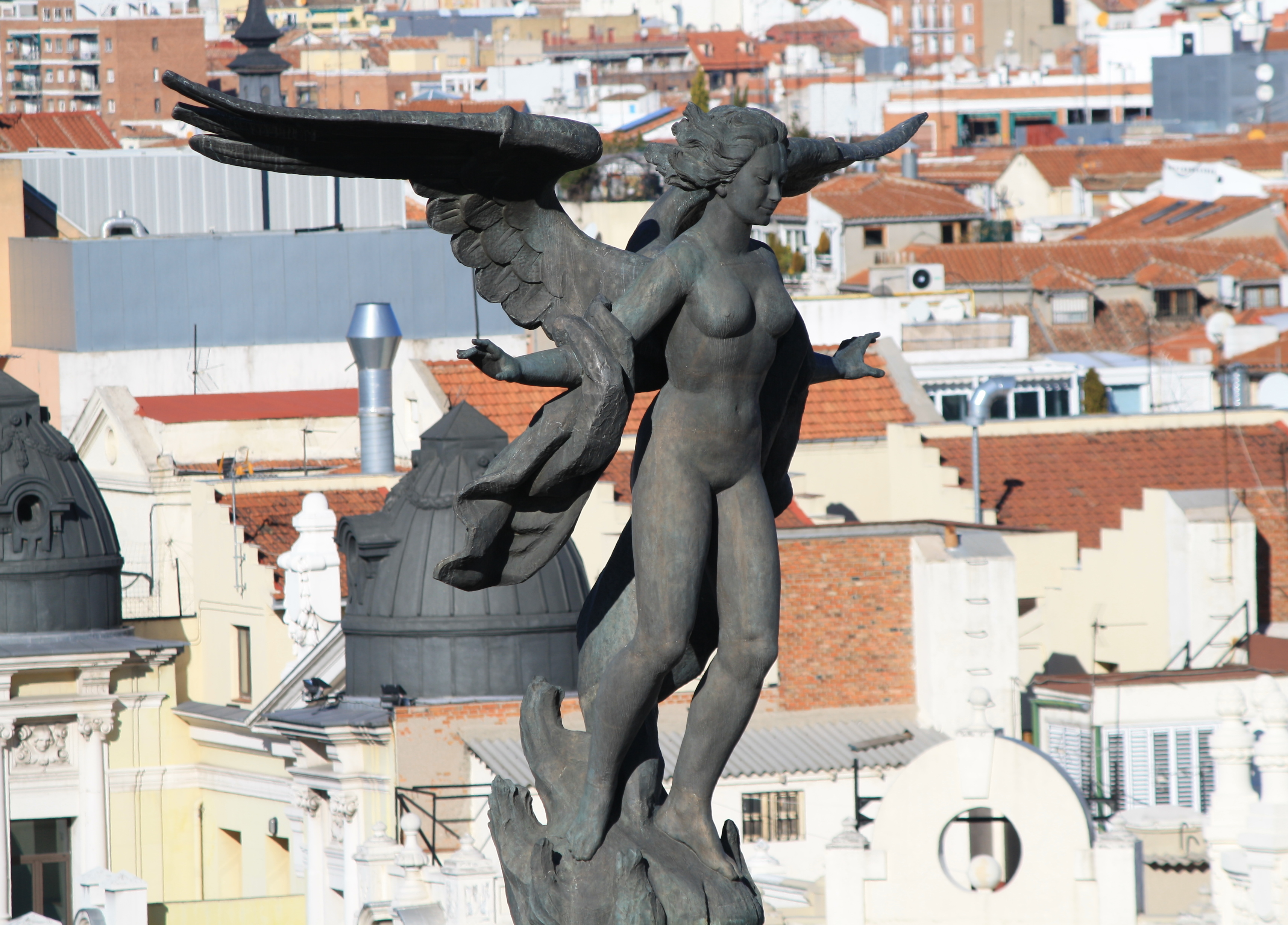
Monument a la Victòria Alada de l'edifici Metròpolis de Madrid.

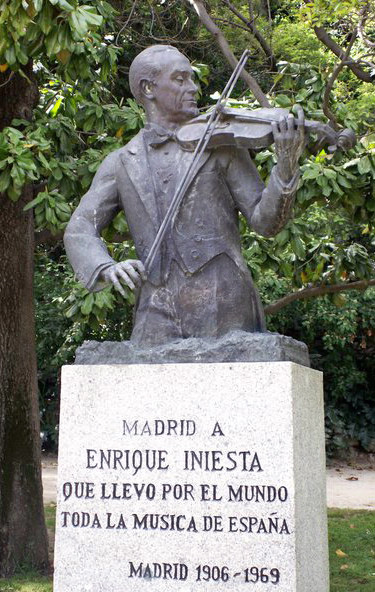
Monument al músic Enrique Iniesta a Madrid.

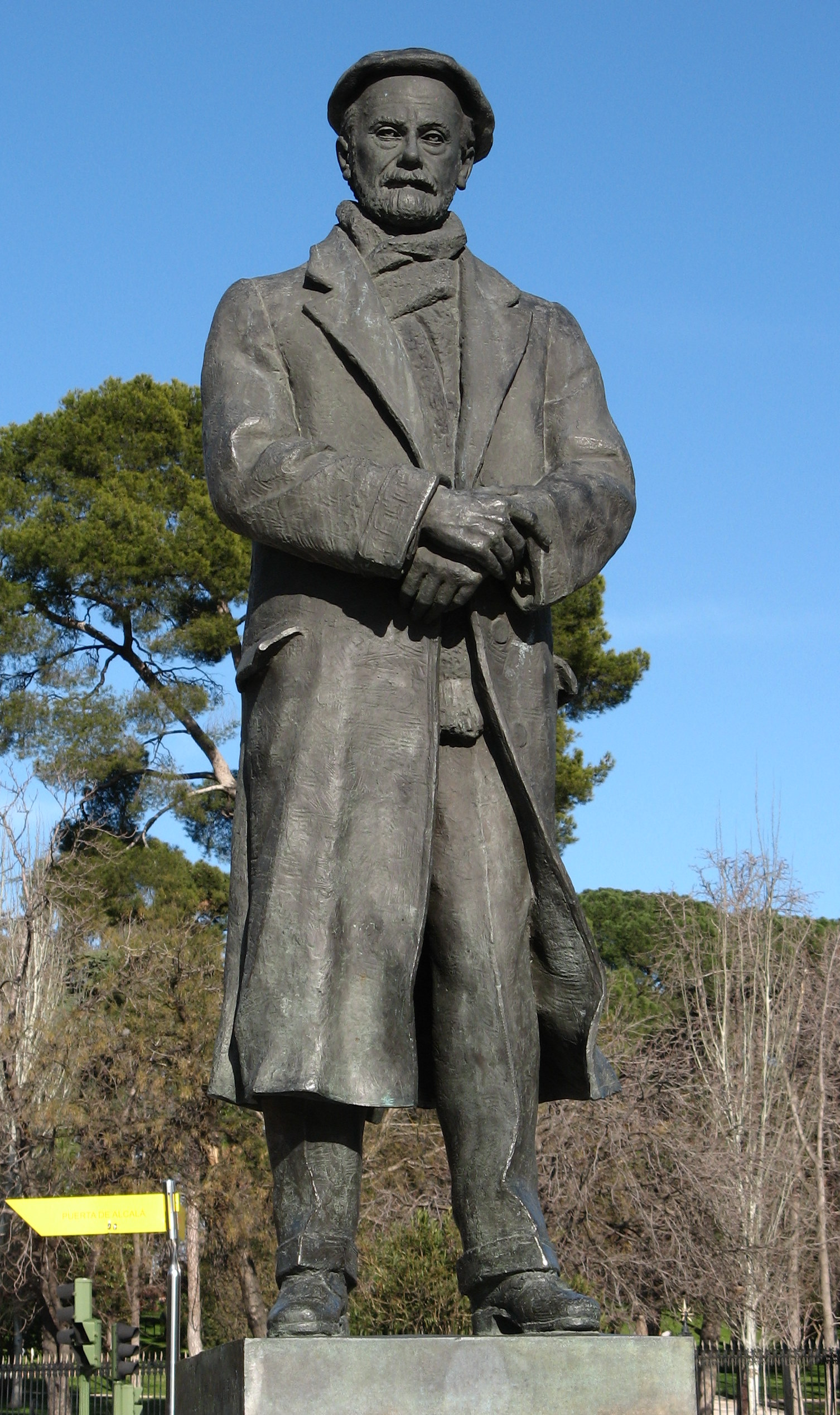
Monument a Pío Baroja a Madrid.

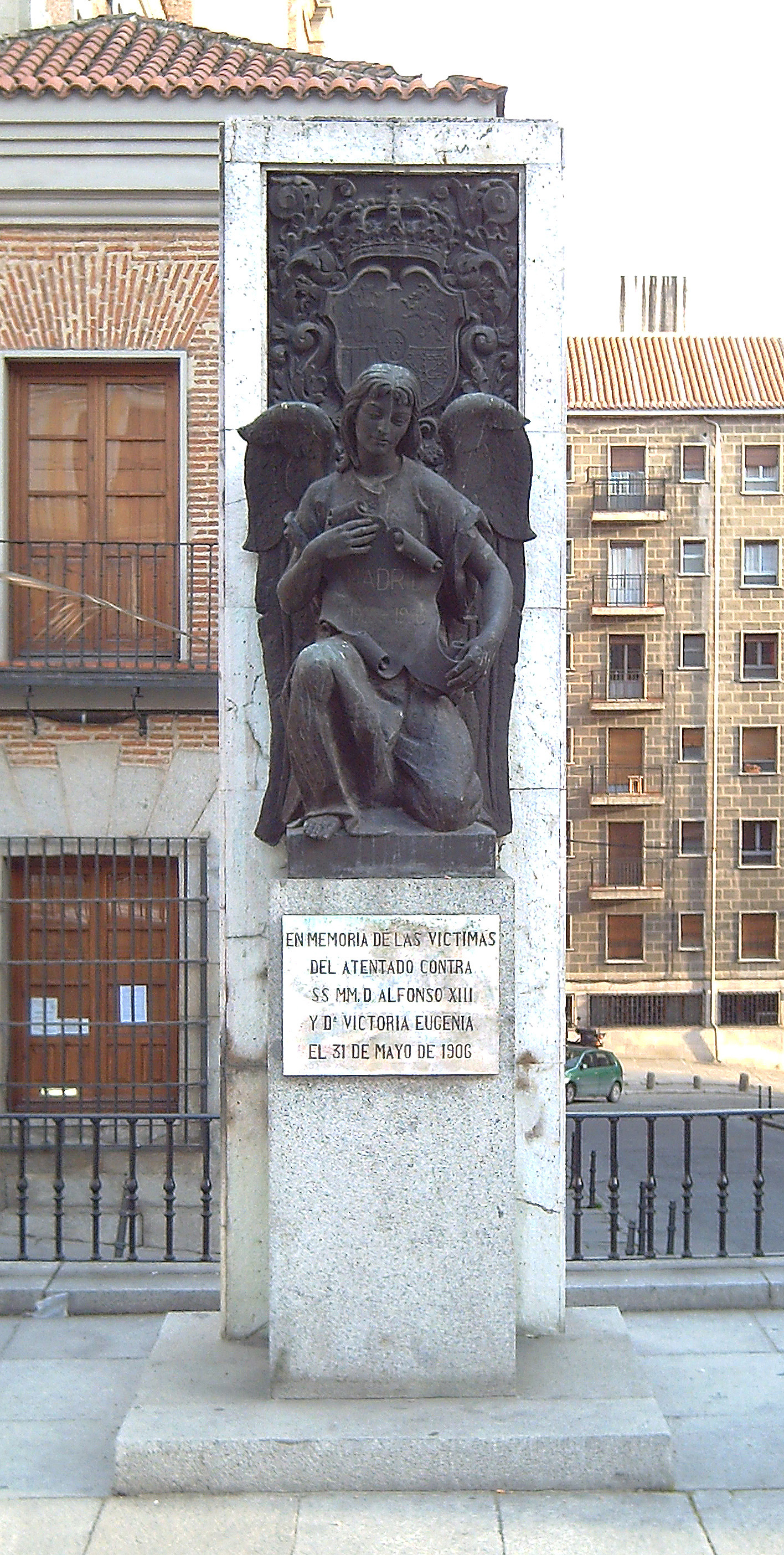
Monument a les víctimes de l'atemptat contra els reis Alfons XIII i Victòria Eugènia.

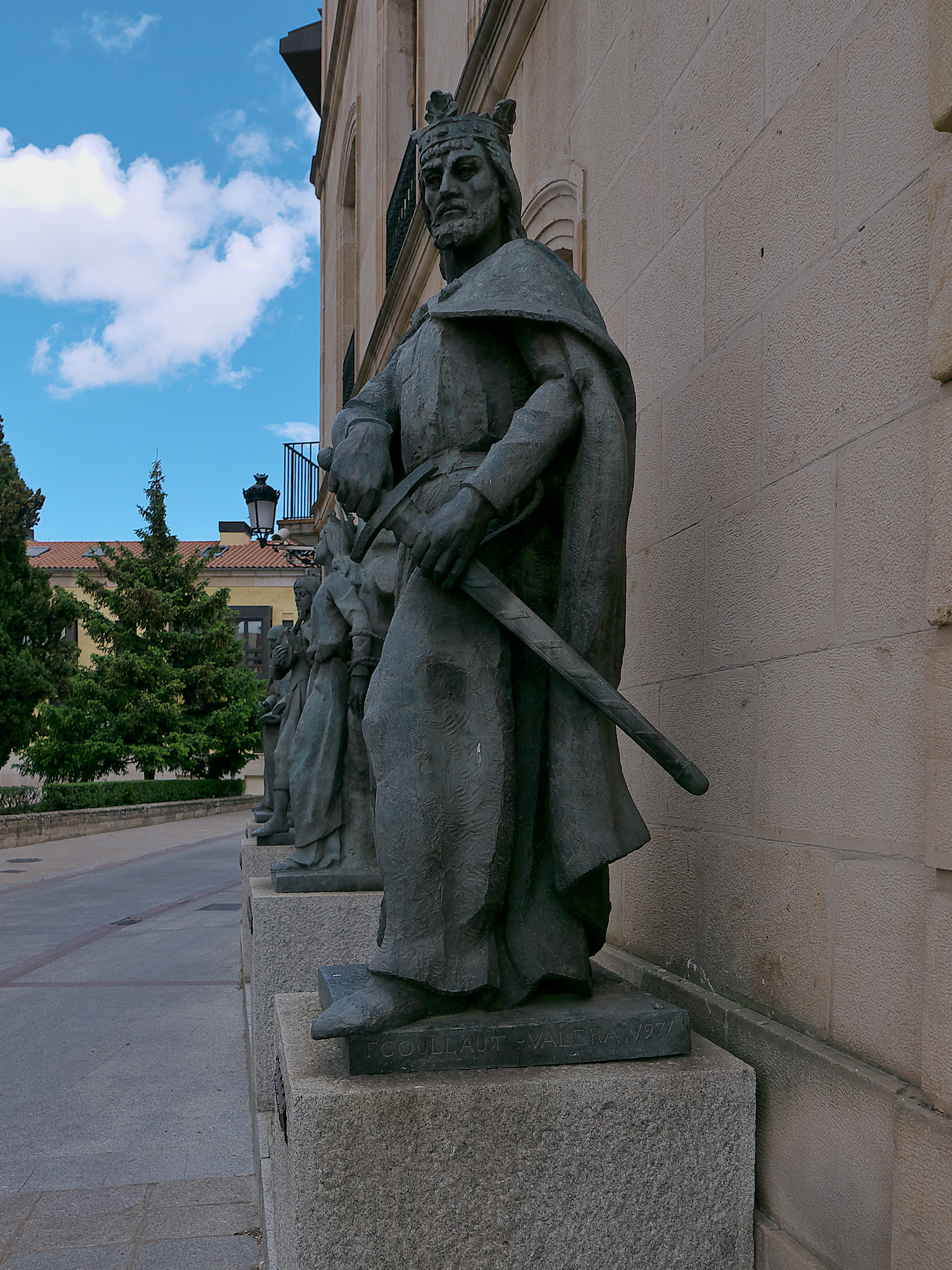
Estàtua d'Alfons VIII de Castella a Sòria.

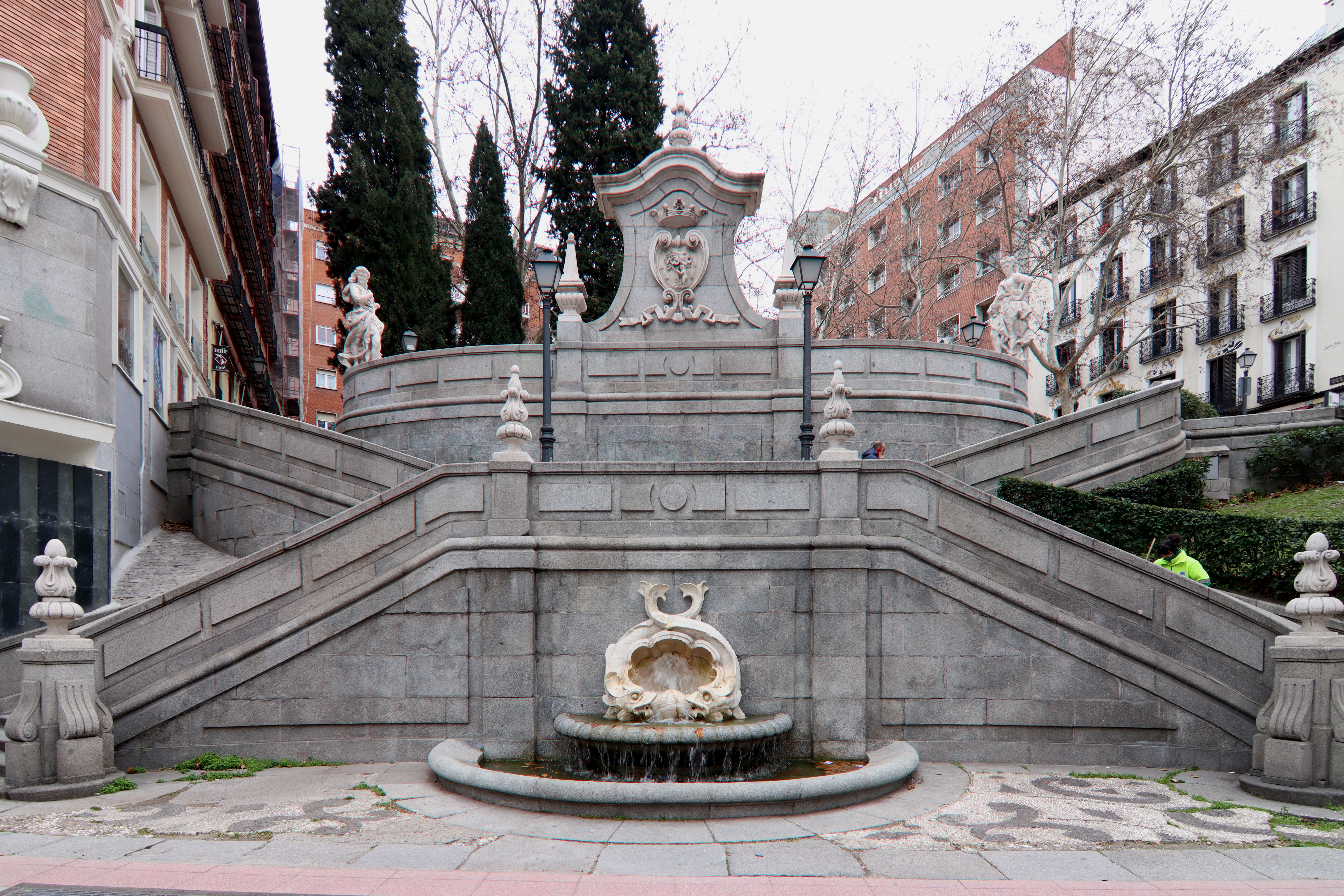
Monument al Doctor Jaume Ferran Clua a Madrid.

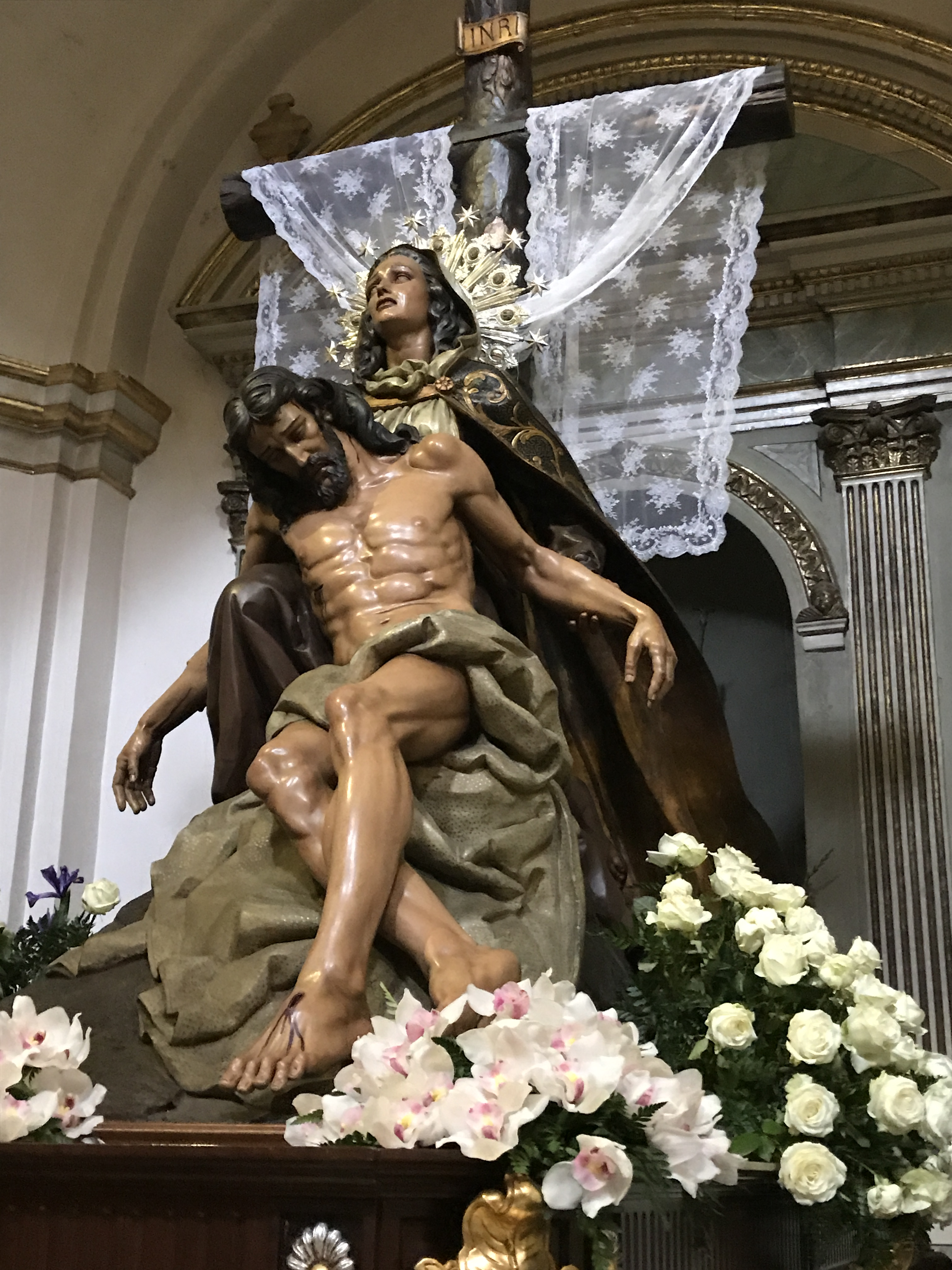
Pas de la Mare de Déu dels Dolors a Oriola.

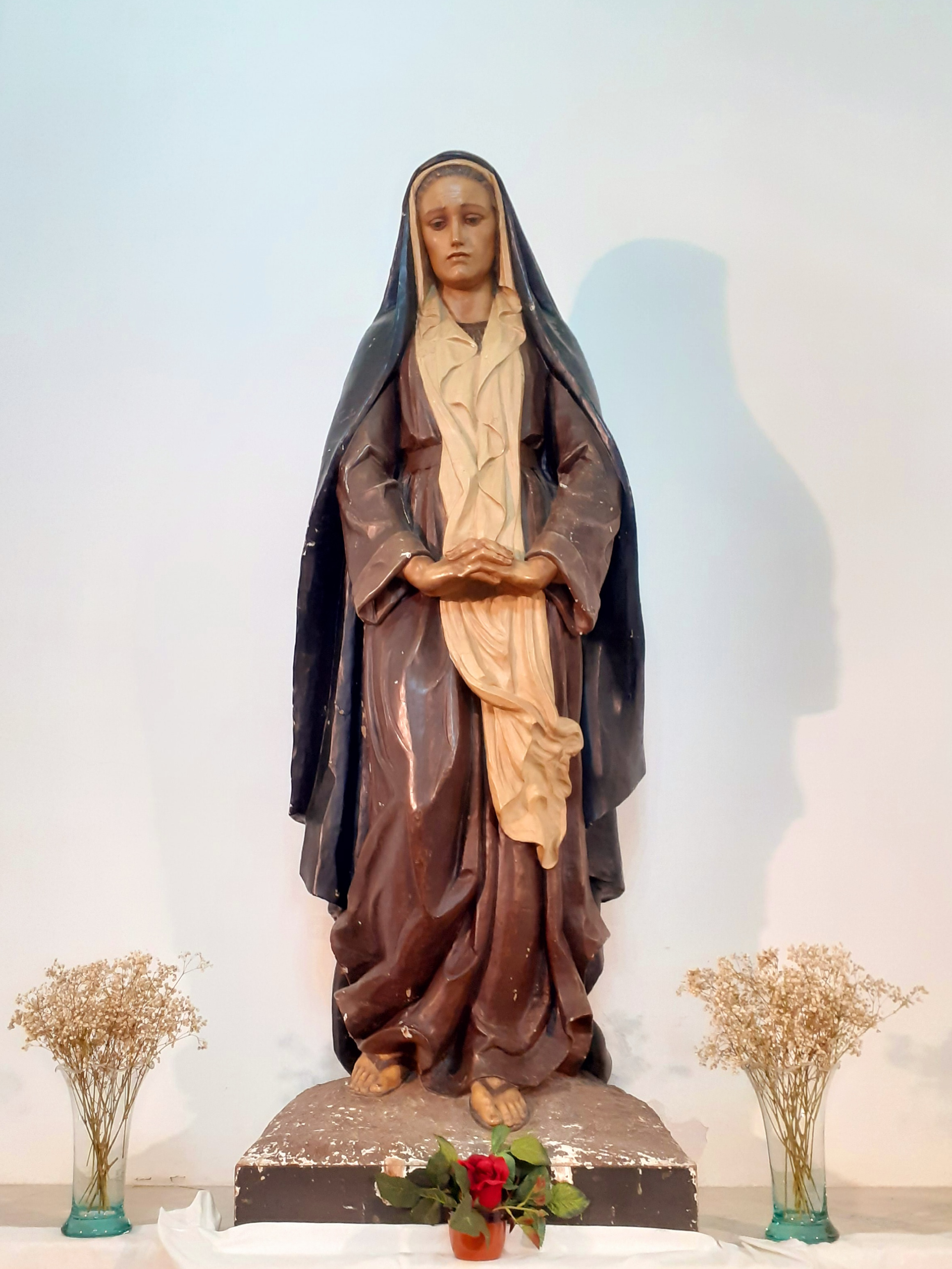
Imatge de la Soledat a Riudoms.

Federico Coullaut-Valera Mendigutia (Madrid, 1912- Real Sitio de San Ildefonso (Segòvia), 1989) fou un escultor i imatger espanyol.

## Biografia
Federico Coullaut-Valera Mendigutia va néixer a Madrid el 25 d'abril de 1912. El seu pare, Lorenzo Coullaut Valera fou un prestigiós escultor, i també el mestre de Federico.

## Obra
Monuments, retrats i nombrosos grups per a la Setmana Santa formen l'obra d'aquest artista.

### Obra pública
- Genet andalús del Monument als germans Álvarez Quintero. Parc del Retir, Madrid, 1934.
- Grups escultòrics del Monument a Cervantes. Madrid, 1965.
- Monument a Felip II. Plaça de l'Almudena, Madrid.
- Monument en record de les víctimes de l'atemptat el dia de les noces dels reis Alfons XIII i Victòria Eugènia, Madrid.
- Figura femenina. Font del Roserar del Parc de l'Oest, Madrid.
- Figura de la Victòria Alada de l'edifici Metròpolis de Madrid.
- Bust del músic Enrique Iniesta.
- Parc de la font del Berro, Madrid.
- Monument a Pío Baroja. Madrid.
- Monument a Felip II. Valladolid.
- Monument a Joselito "El Gallo". Sevilla.
- Monument a fra Bartolomé d'Olmedo. Olmedo (Valladolid).
- Monument al General Cassola. Hellín, Albacete.
- Monument al General Franco.Ferrol, La Corunya.[1]
- Set figures de bronze. Palau de la Diputació, Sòria.
- Monument a Diego Laínez. Almazán, Soria.
- Una estàtua de Carles III de Coullaut-Valera és a Carrer Olvera de Los Angeles, als Estats Units. Va ser presentada el 1976 i dedicada pels reis Joan Carles I i Sofia el 1987. Carles III havia ordenat la fundació de la ciutat que es va convertir en Los Angeles.[2]
- Monument al doctor Jaume Ferran i Clua al carrer Princesa de Madrid.

### Grups i imatges de Setmana Santa
La seva obra religiosa es concentra, tot i tindre també presència en altres llocs, fonamentalment en cinc localitats: Oriola, Cartagena, Conca, Hellín, Almeria i Úbeda.

#### Conca
- Ecce Homo de San Miquel, 1941. Impressionant talla de patetisme desbordant que reflecteix el Senyor dolent presentat al poble pel procurador Ponç Pilat. Desfila a la processó del Silenci del Dimecres Sant i protagonitza una senzilla i sòbria processó la nit prèvia al Divendres de Dolors. Rep culte a la parròquia de Sant Pere. Cada Divendres de Dolors presideix l'acte del pregó de la Setmana Santa de Conca a l'església de San Miquel.

- Santíssim Crist de l'Agonia, 1946. Segons l'escultor, la seva millor obra aportada a la imatgeria religiosa espanyola. Destaca l'estudi espectacular de l'anatomia humana i el realisme en l'expressió. Desfila el Divendres Sant a la processó Al Calvari i rep culte a la Capella de Cavallers de l'església del Salvador.

- La nostra Senyora de la Soledat de Sant Agustí, 1947. Imatge principal de la germandat homònima, desfila la matinada del Divendres Sant a la processó 'Camí del Calvari' coneguda com Las Turbas. Rep culte a la parròquia del Salvador.

- El nostre Pare Jesús amb la Canya, 1947. Imatge titular de la germandat del mateix nom. Surt a la processó de Pau i Caritat del Dijous Sant i durant l'any rep culte a l'església de La nostra Senyora de la Llum o Sant Antoni. El pas representa el Senyor presentat al poble després de ser assotat. Un Ecce Homo al qual Pilat ofereix per Barrabàs a la xurma que crida que el crucifiquin. Tallat amb aspecte de gran mansuetud, cobert per una capa de color granat i amb una canya entre les mans.

- El nostre Pare Jesús Pregant a l'Hort (Sant Antoni), 1967. Conjunt escultòric de la germandat del mateix nom. Surt en processó el Dijous Sant i es troba a l'església de La nostra Senyora de la Llum o Sant Antoni.

##### Oriola
- La nostra Senyora dels Dolors (1943). Majordomia de La nostra Senyora dels Dolors. Conjunt de grandària superior al natural, compost per la Mare de Déu que porta Jesucrist ja mort i amb les ferides de la passió. Tot el conjunt reposa sobre una creu tallada buida. Aquest grup escultòric rep culte a l'església de Sant Jaume d'Oriola i surt en processó el Diumenge de Rams i Divendres Sant.

- Prendiment (1947). Excepcional pas processional compost per nou imatges, pertanyent a la Reial, Il·lustre i Pontifícia Germandat del nostre Pare Jesús en el Pas del Prendiment. En el conjunt és possible endevinar tres escenes diferents d'un mateix passatge bíblic, fent l'escultor que totes girin al voltant de la figura central de Crist, que alhora participa de totes les escenes per mitjà de diversos recursos. El pas va ser premiat a l'Exposició Nacional i Iberoamericana d'art sacre. Aquest pas es troba a l'Església de la Mercè d'Oriola i surt en processó el Dilluns i el Divendres Sant.

- L'oració de l'Hort (1949). Pas processional compost per cinc imatges, dependent de la Reial, Il·lustre i Pontifícia Germandat del nostre Pare Jesús en el Pas del Prendiment. Tracta el moment de la pregària de Crist a l'Hort de Getsemaní. Consta dels tres apòstols que apareixen dorments, la imatge de Crist recolzat sobre una penya i un àngel amb unes excepcionals ales de gran dimensió totalment daurades. Aquest pas es troba a l'església de la Mercè d'Oriola i surt en processó el Dilluns i el Divendres Sant.

- Negació de Sant Pere (1958). Excepcional pas processional compost per nou imatges i la figura d'un gall (tallat en fusta), el més gran de l'obra de Coullaut-Valera, pertanyent a la Reial, Il·lustre i Pontifícia Germandat del nostre Pare Jesús al Pas del Prendiment. Així mateix va tallar banc, tarima i foguera al mateix pas. Les imatges són de mida superior al natural on s'observen influències de Miquel Àngel. El mateix pas va ser premiat a l'Exposició Nacional i Iberoamericana d'art sacre. Aquest pas es troba a l'Església de la Mercè d'Oriola i surt en processó el Dilluns Sant i Divendres Sant.

- La Samaritana. A més de les obres que va fer per a la Setmana Santa oriolana, Federico Coullaut-Valera va reformar per a la Confraria de la Samaritana la seva imatge titular, que havia estat realitzada per Antonio Greses.Aquest pas es troba a l'Església de la Mercè d'Oriola i surt en processó el Dilluns i Divendres Sant.

- La Sentència. Va projectar per a la confraria de l'Ecce Homo un pas que representés el passatge de la Sentència. Finalment va ser realitzat per Víctor dels Ríos. Aquest pas es troba a l'Església de la Mercè i surt en processó el Dimarts i Divendres Sant.

Hellín
- La nostra Senyora dels Dolors (1940). També coneguda com “La Dolorosa”, es tracta d'una imatge de vestir, rèplica de la imatge original realitzada per Salzillo i desapareguda durant la Guerra Civil espanyola. És una de les imatges que més devoció desperta entre la gent d'Hellín i es troba exposada al culte a la Parròquia de la Mare de Déu de l'Assumpció. Va ser la primera imatge de caràcter religiós realitzada per Coullaut-Valera i en el contracte se li exigia que renunciés a tota inspiració artística tot mirant d'aconseguir la major semblança amb la Dolorosa desapareguda a la Guerra Civil.

- Santa Maria Magdalena (1944). Imatge de vestir que destaca per la seva bellesa excepcional. En paraules de l'escultor, la seva millor obra. Per fer-la es va inspirar a la cara de la seva dona.

- El nostre Pare Jesús Nazareno (1945). Impressionant imatge de vestir, el rostre del qual destaca pel seu especial realisme. Sens dubte el Crist més original de Coullaut Valera. A diferència de la majoria de Natzarens, alça la seva mirada al cel. També destaca per la seva estatura, ja que si el Crist es trobés dret arribaria al metre noranta d'estatura.

- L'Oració de l'Hort (1945). Monumental grup escultòric format per les imatges dels apòstols Pere, Jaume i Joan, que apareixen adormits i les figures de Crist en actitud orant juntament amb un àngel d'estil salzillesc que l'acompanya. Espectacular és la seva sortida per la porta principal de Santa Maria de l'Asunción a la Processó de l'Oració de l'Hort de Dimecres Sant. És conegut a Hellín com el Pas Gros. Va ser el primer d'un tipus de grup escultòric que va repetir al llarg de la seva carrera, variant escassament la composició, que en aquest cas és molt encertat del Pas.

- El Ressuscitat (1949). Espectacular grup escultòric on es presenta la imatge radiant d'un Jesús Ressuscitat brotant del sepulcre mentre que dos soldats romans cauen d'espant davant del prodigi de la Resurrecció. Tanca la composició una figura bella d'un àngel.

- El Prendiment (1950). Grup escultòric en què es presenta Crist en actitud d'aturar l'apòstol Pere, que amb l'espasa agredeix Malc, mentre que després de la figura de Jesús veiem un soldat predisposat a arrestar-lo. Tanca el conjunt la figura recargolada de Judes Iscariot que porta entre les mans la bossa amb les trenta monedes de plata fruit de la seva traïció. Es tracta d'un conjunt que copia el pas processional homònim que va realitzar per a la ciutat d'Oriola i és més ampli que el d'Hellín ja que compta amb 9 imatges. Excel·lent policromia, destaquen les expressives cares de Crist i Sant Pere. Desfila amb la Reial Confraria del Prendiment d'Hellín, que realitza activitats confrares al llarg de tot l'any.

Totes les imatges i grups escultòrics comentats estan ubicats durant l'any a l'Església Parroquial de la Mare de Déu de l'Assumpció, a excepció de Santa Maria Magdalena, que es troba al culte al Santuari de la Mare de Déu del Roser.
També és obra de Federico Coullaut-Valera la maqueta original del grup escultòric del Sant Sopar que actualment es troba a Hellín, duta a terme pel seu taller i el seu fill, que excepcionalment van elaborar una imatge de caràcter religiós per fer un petit homenatge al seu pare.

##### Cartagena
- Grup de la Verònica. Confraria Marraja, 1948. Compost per tres figures, les de Jesús Natzarè que sosté la Creu, el Cirineu que l'ajuda en aquesta tasca i la Verònica, que sosté a les mans el drap en què ha quedat reflectida la imatge de Crist. Surt en processó la Matinada del Divendres Sant.

- Aparició de Jesús a Maria Magdalena. Confraria del Ressuscitat, 1948. Únicament són dues les figures d'aquest grup, Jesús Ressuscitat i davant seu, agenollada, Maria Magdalena. Processa el Diumenge de Resurrecció.

- Grup de la Resurrecció. Confraria del Ressuscitat, 1949. Jesús puja des del Sepulcre davant la mirada dels soldats romans que el custodiaven i que s'aparten sorpresos. Processa el Diumenge de Resurrecció.

- Aparició de Jesús als Deixebles d'Emmaús. Confraria del Ressuscitat, 1958. L'últim dels grups que Coullaut-Valera va realitzar per a la processó del Diumenge de Resurrecció de Cartagena mostra Jesús partint el pa en una taula que comparteix amb els dos deixebles que la narració evangèlica relata que el van reconèixer per aquest fet a la localitat d'Emmaús.

- Coronació d'Espines. Confraria Califòrnia, 1964. Grup de composició piramidal en què Jesús és envoltat per quatre soldats que el coronen d'espines i se'n burlen.

- Aparició de Jesús a Sant Tomàs. Confraria del Ressuscitat, 1965. Jesús Ressuscitat s'apareix a Sant Tomàs, el deixeble que havia manifestat la seva incredulitat davant la Resurrecció i el convida a introduir els dits a la ferida de la llançada. Surt en processó el Diumenge de Resurrecció.

##### Altres localitats
A Almeria va fer la imatge de Jesús Ressuscitat, Titular de l'Agrupació de Germandats i Confraries d'Almeria. Data del 1960 i surt en processó cada Diumenge de Resurrecció. També a Almeria, Jesús lligat a la columna, un natzarè i una Oració a l'hort, pertanyents tots ells a la Germandat del Silenci, si bé no surten en processó d'ençà del 1999.
A Úbeda va realitzar dues obres: el grup escultòrics de l'Oració a l'Hort (1946) i la imatge de La nostra Senyora de l'Esperança (1955).
A Madrid, va esculpir imatge del rei Sant Ferran, propietat de la Reial Germandat de Sant Ferran, que es venera a la Capella de la Reina Mercedes de la Cripta de la Catedral de l'Almudena. Va ser tallada, estofada i policromada l'any 1951 a partir d'un disseny del president de l'esmentada Reial Germandat, el coronel d'Enginyers Fernando Puell Sancho. La indumentària i elements de la imatge (tron, coixí, espasa, creu i aurèola) són una fidedigna reproducció dels atributs i vestimenta de la reialesa utilitzats en les grans cerimònies de la Cort castellana al segle xiii, tal com es poden veure a les miniatures del llibre de les Cantigues d'Alfons X el Savi.
A Loeches (Madrid) té la imatge de vestir de la Mare de Déu de les Angoixes, realitzada l'any 1940 després de ser destruïda l'anterior a la contesa del 36. La mà esquerra de l'anterior imatge, salvada de la crema, va ser aprofitada pel autor. És una imatge d'una bellesa extraordinària en què destaca el Crist mort als braços de la seva mare, i aquest és una talla d'un realisme impressionant al qual acompanya l'expressió de la Mare de Déu amb tot el dolor ple de pau.
A Alcázar de San Juan (Ciudad Real), va realitzar el 1940 la imatge de la seva patrona Nostra Senyora del Rosari Coronada, després d'haver estat destruïda l'anterior
Per a la Cinquena Parròquia de Bilbao va realitzar el 1947 una reproducció del Crist de Medinaceli.
A Riudoms, és obra seva la imatge de la Soledat que hi ha a la capella de la Verge Maria. La imatge fou donació de l'empresari Lluís Massó i Simó i surt a la processó del Sant Enterrament del Divendres Sant.